# Робертсон (округ, Техас)
31°02′ пн. ш. 96°31′ зх. д. / 31.03° пн. ш. 96.51° зх. д.
Округ  Робертсон (англ. Robertson County) — округ (графство) у штаті  Техас, США. Ідентифікатор округу 48395.

## Історія
Округ утворений 1838 року.

## Демографія
За даними перепису 2000 року загальне населення округу становило 16000 осіб, зокрема міського населення було 4572, а сільського — 11428. Серед мешканців округу чоловіків було 7624, а жінок — 8376. В окрузі було 6179 домогосподарств, 4355 родин, які мешкали в 7874 будинках. Середній розмір родини становив 3,09.
Віковий розподіл населення поданий у таблиці:
| Стать    | До 15 років | 15-21 | 22-29 | 30-39 | 40-49 | 50-65 | 65-85 | Понад 85 |
| -------- | ----------- | ----- | ----- | ----- | ----- | ----- | ----- | -------- |
| Чоловіки | 1845        | 835   | 578   | 934   | 1053  | 1259  | 1023  | 97       |
| Жінки    | 1896        | 686   | 698   | 1033  | 1098  | 1370  | 1286  | 309      |

## Суміжні округи
- Лаймстоун — північ
- Леон — північний схід
- Бразос — південний схід
- Берлесон — південь
- Майлем — південний захід
- Фоллз — північний захід

## Виноски
1. ↑  U.S. Decennial Census. United States Census Bureau. Процитовано 9 травня 2015.
2. ↑  Texas Almanac: Population History of Counties from 1850–2010 (PDF). Texas Almanac. Процитовано 9 травня 2015.
3. ↑  State & County QuickFacts. United States Census Bureau. Архів оригіналу за 18 жовтня 2011. Процитовано 23 грудня 2013.(англ.) Наведено за англійською вікіпедією.
4. ↑  American FactFinder. Бюро перепису населення США. Архів оригіналу за 26 лютого 2012. Процитовано 31 січня 2008.

| США | Це незавершена стаття з географії США. Ви можете допомогти проєкту, виправивши або дописавши її. |